# Tournoi pré-olympique de l'UEFA 1983-1984, groupe 3
Navigation
Groupe 2 Groupe 4
Cet article donne les résultats des matches du groupe 3 du tournoi pré-olympique de l'UEFA 1983-1984.

## Tour préliminaire
| Équipe 1      | Résultat | Équipe 2 | Aller | Retour |
| ------------- | -------- | -------- | ----- | ------ |
| Liechtenstein | 1 - 6    | Pays-Bas | 0 - 3 | 1 - 3  |

### Détail des rencontres
| 2 mars 1983 | Liechtenstein | 0 - 3 | Pays-Bas                               | Sportplatz Rheinau (en) Balzers, Liechtenstein   |                                                  |
| |               | (0 - 2) | Houtman 3e 9e · van der Hooft (nl) 70e | Spectateurs : 650 Arbitrage : Gerald Losert (hu) | Spectateurs : 650 Arbitrage : Gerald Losert (hu) |
| | Rapport       | |                                        | Spectateurs : 650 Arbitrage : Gerald Losert (hu) | Spectateurs : 650 Arbitrage : Gerald Losert (hu) |
| H. Marxer (de) - Marco Frick, Meier ( 46e E. Büchel (de)), M. Büchel (de), Vogt - Bürzle, Nigsch (de), Moser, D. Marxer, Manfred Frick (de) - Haas (de) ( 71e Konrad) | Équipes       | Menzo - van Dord, Keukens (nl) ( 74e Strijbosch (nl)), Koevermans, van Tiggelen - Lokhoff ( 60e Woudsma (nl)), van der Hooft (nl), Suvrijn - Jans, Houtman, Hofman (nl) |                                        | Spectateurs : 650 Arbitrage : Gerald Losert (hu) | Spectateurs : 650 Arbitrage : Gerald Losert (hu) |

| 15 mars 1983 | Pays-Bas                                | 3 - 1 | Liechtenstein          | De Adelaarshorst Deventer, Pays-Bas         |                                             |
| | Koevermans 17e · Lokhoff 21e · Jans 27e | (3 - 1) | Manfred Frick (de) 43e | Spectateurs : 3 500 Arbitrage : Jean Koster | Spectateurs : 3 500 Arbitrage : Jean Koster |
| Hanssen (nl) - van Dord, Keukens (nl) ( 79e Tiktak (nl)), Koevermans, van Tiggelen - Lokhoff, Spee ( 66e Strijbosch (nl)), Suvrijn - Jans, Woudsma (nl), Hofman (nl) | Équipes                                 | Wentweser - Meier, Hasler ( 88e Marco Frick), M. Büchel (de) - Bürzle, Moser, E. Büchel (de), Nigsch (de), Manfred Frick (de) - H. Haas (de), M. Haas (de) |                        | Spectateurs : 3 500 Arbitrage : Jean Koster | Spectateurs : 3 500 Arbitrage : Jean Koster |

## Classement
| Rang | Équipe      | Pts | J | G | N | P | Bp | Bc | Diff |  | Résultats (▼ dom., ► ext.) |     |     |     |     |
| ---- | ----------- | --- | - | - | - | - | -- | -- | ---- |  | -------------------------- | --- | --- | --- | --- |
| 1    | Yougoslavie | 9   | 6 | 4 | 1 | 1 | 14 | 6  | +8   |  | Yougoslavie                |     | 4-1 | 5-1 | 2-1 |
| 2    | Roumanie    | 8   | 6 | 3 | 2 | 1 | 7  | 5  | +2   |  | Roumanie                   | 1-0 |     | 0-0 | 3-0 |
| 3    | Italie      | 4   | 6 | 0 | 4 | 2 | 7  | 12 | -5   |  | Italie                     | 2-2 | 1-2 |     | 2-2 |
| 4    | Pays-Bas    | 3   | 6 | 0 | 3 | 3 | 4  | 9  | -5   |  | Pays-Bas                   | 0-1 | 0-0 | 1-1 |     |

### Détail des rencontres
| 30 mars 1983 | Yougoslavie                                          | 4 - 1 | Roumanie     | Stadion JNA Belgrade, Yougoslavie                     |                                                       |
| | Halilović 23e 78e · Janjanin (en) 39e · Živković 74e | (2 - 0) | Irimescu 61e | Spectateurs : 5 000 Arbitrage : Augusto Marques Pires | Spectateurs : 5 000 Arbitrage : Augusto Marques Pires |
| | Rapport                                              | |              | Spectateurs : 5 000 Arbitrage : Augusto Marques Pires | Spectateurs : 5 000 Arbitrage : Augusto Marques Pires |
| Vlak (en) - Đurovski, Z. Cvetković (en), Elsner, Radanović - B. Cvetković, Baždarević, Janjanin (en) ( 73e Milošević) - Halilović, Mlinarić ( 61e Živković), Mrkela | Équipes                                              | Speriatu (en) - Mihail (en), Cazan (en), Stredie - Pană (en), Solomon, Soiman, Bărbulescu, Iordache ( 56e Radu) - Donose ( 79e Majearu), Irimescu |              | Spectateurs : 5 000 Arbitrage : Augusto Marques Pires | Spectateurs : 5 000 Arbitrage : Augusto Marques Pires |

| 26 avril 1983 | Roumanie                                     | 3 - 0 | Pays-Bas | Stadionul Municipal (en) Râmnicu Vâlcea, Roumanie   |                                                     |
| | Văetuș (de) 17e 29e · van Tiggelen 75e (csc) | (2 - 0) |          | Spectateurs : 15 000 Arbitrage : Adolf Mathias (hu) | Spectateurs : 15 000 Arbitrage : Adolf Mathias (hu) |
| | Rapport                                      | |          | Spectateurs : 15 000 Arbitrage : Adolf Mathias (hu) | Spectateurs : 15 000 Arbitrage : Adolf Mathias (hu) |
| Speriatu (en) - Bărbulescu , Stancu, Iovan - Movilă (en) , Irimescu ( 78e Teleşpan), Cârțu (en) ( 61e Coraș), Gângu - Văetuș (de), Bogdan, Balint | Équipes                                      | van Ede (nl) - van Dord, Woudsma (nl), Koevermans, Drost (nl), van Tiggelen - Suvrijn, van den Berg (nl) ( 68e Adelaar (nl)), Wouters ( 30e Hofman (nl)), van Gaal - Holverda (nl) |          | Spectateurs : 15 000 Arbitrage : Adolf Mathias (hu) | Spectateurs : 15 000 Arbitrage : Adolf Mathias (hu) |

| 8 juin 1983 | Italie               | 2 - 2 | Yougoslavie                     | Stade Silvio Appiani (it) Padoue, Italie       |                                                |
| | Iorio 2e · Bagni 36e | (2 - 0) | B. Cvetković 63e · Đurovski 67e | Spectateurs : 14 294 Arbitrage : Abraham Klein | Spectateurs : 14 294 Arbitrage : Abraham Klein |
| Galli - Tassotti, Nela, Vierchowod, Baresi - Bagni ( 61e Sabato (en)), Fanna, Battistini, Marchetti ( 72e Contratto (it)) - Iorio, Massaro | Équipes              | Simović - Đurovski, Z. Cvetković (en), Elsner, Radanović - Bošnjak (en), B. Cvetković, Baždarević - Cerin ( 55e Gračan), Mance (en), Mlinarić ( 54e Mrkela) |                                 | Spectateurs : 14 294 Arbitrage : Abraham Klein | Spectateurs : 14 294 Arbitrage : Abraham Klein |

| 5 octobre 1983 | Pays-Bas | 0 - 0 | Roumanie | Stadion Galgenwaard Utrecht, Pays-Bas                 |                                                       |
| |          | (0 - 0) |          | Spectateurs : 9 000 Arbitrage : Augusto Lamo Castillo | Spectateurs : 9 000 Arbitrage : Augusto Lamo Castillo |
| van Ede (nl) - Maessen (nl), Haar (nl), Koevermans, Silooy - Kruys (nl) , Bosman (nl), Keukens (nl) - Brocken (nl), Houtman, de Wit ( 73e Holverda (nl)) | Équipes  | Lung - Ungureanu, Stancu, Bărbulescu, Iovan - Cârțu (en) ( 61e Soiman ), Mulțescu (en), Coraș - Bogdan, Irimescu, Hagi ( 70e Balint) |          | Spectateurs : 9 000 Arbitrage : Augusto Lamo Castillo | Spectateurs : 9 000 Arbitrage : Augusto Lamo Castillo |

| 26 octobre 1983 | Roumanie | 0 - 0 | Italie | Stadionul Municipal (en) Brașov, Roumanie       |                                                 |
| |          | (0 - 0) |        | Spectateurs : 15 000 Arbitrage : Bogdan Dotchev | Spectateurs : 15 000 Arbitrage : Bogdan Dotchev |
| Lung - Ungureanu, Stancu, Iovan - Bogdan, Movilă (en), Mulțescu (en), Irimescu - Lăcătuș ( 62e Geolgău), Coraș, Văetuș (de) ( 46e Hagi) | Équipes  | Galli - Vierchowod, Nela, Righetti, Baresi - Bagni, Fanna, Battistini, Marchetti - Iorio ( 56e Monelli (it)), Massaro |        | Spectateurs : 15 000 Arbitrage : Bogdan Dotchev | Spectateurs : 15 000 Arbitrage : Bogdan Dotchev |

| 9 novembre 1983                                                                                                 | Yougoslavie                                                                       | 5 - 1 | Italie           | Stadion Kantrida Rijeka, Yougoslavie        |                                             |
| | Gračan 11e · Baždarević 13e · Đurovski 42e (pen.) · Stojković 75e · Halilović 85e | (3 - 1) | Bagni 17e (pen.) | Spectateurs : 15 000 Arbitrage : David Syme | Spectateurs : 15 000 Arbitrage : David Syme |
| | Rapport                                                                           | |                  | Spectateurs : 15 000 Arbitrage : David Syme | Spectateurs : 15 000 Arbitrage : David Syme |
| Pudar - Đurovski, Drobnjak (en), Elsner, Radanović - Stojković, Gračan, Katanec, Baždarević - Pančev, Halilović | Équipes                                                                           | Galli - Tassotti, Contratto (it), Vierchowod, Righetti - Bagni, Fanna ( 54e Iorio), Sabato (en), Monelli (it), Marchetti ( 78e Battistini) - Massaro |                  | Spectateurs : 15 000 Arbitrage : David Syme | Spectateurs : 15 000 Arbitrage : David Syme |

| 17 décembre 1983 | Yougoslavie                   | 2 - 1 | Pays-Bas     | Stade Pod Bijelim Brijegom Mostar, Yougoslavie  |                                                 |
| | Smajić 63e · Bošnjak (en) 66e | (0 - 0) | Hoekstra 88e | Spectateurs : 15 000 Arbitrage : Yordan Zhezhov | Spectateurs : 15 000 Arbitrage : Yordan Zhezhov |
| Pudar - Cvetković (en), Drobnjak (en), Vulić, Smajić ( 46e Kajtaz (en)) - Bojović, Bošnjak (en), Božović ( 30e Pančev), Stojković - Halilović, Tuce | Équipes                       | van Gerven (nl) - Lems (nl) ( 64e de Wit), Maessen (nl), Haar (nl), Koevermans - den Bakker (nl), Keukens (nl), Kruys (nl) - Eijkelkamp, Hoekstra, Böckling (en) |              | Spectateurs : 15 000 Arbitrage : Yordan Zhezhov | Spectateurs : 15 000 Arbitrage : Yordan Zhezhov |

| 25 janvier 1984 | Italie                     | 2 - 2 | Pays-Bas                      | Arena Garibaldi (en) Pise, Italie            |                                              |
| | Battistini 73e · Iorio 74e | (0 - 1) | Bosman (nl) 34e · Wouters 77e | Spectateurs : 8 753 Arbitrage : George Smith | Spectateurs : 8 753 Arbitrage : George Smith |
| | Rapport                    | |                               | Spectateurs : 8 753 Arbitrage : George Smith | Spectateurs : 8 753 Arbitrage : George Smith |
| Tancredi - Tassotti, Nela, Ferri, Righetti ( 73e Verza) - Baresi, Fanna, Battistini, Sabato (en) - Iorio, Galderisi | Équipes                    | van Gerven (nl) - Maessen (nl), Haar (nl), Koevermans - den Bakker (nl), Suvrijn, Bosman (nl) ( 65e Wouters), Keukens (nl) - Böckling (en), Lems (nl) ( 65e Woudsma (nl)), Kieft |                               | Spectateurs : 8 753 Arbitrage : George Smith | Spectateurs : 8 753 Arbitrage : George Smith |

| 28 mars 1984 | Italie    | 1 - 2 | Roumanie                | Stade Renato-Dall'Ara Bologne, Italie                      |                                                            |
| | Bagni 36e | (1 - 1) | Irimescu 15e · Hagi 75e | Spectateurs : 7 673 Arbitrage : Victoriano Sánchez Arminio | Spectateurs : 7 673 Arbitrage : Victoriano Sánchez Arminio |
| | Rapport   | |                         | Spectateurs : 7 673 Arbitrage : Victoriano Sánchez Arminio | Spectateurs : 7 673 Arbitrage : Victoriano Sánchez Arminio |
| Tancredi - Vierchowod, Tassotti, Bonetti, Righetti - Bagni, Fanna, Battistini, Monelli (it), Sabato (en) ( 68e Massaro) - Mancini ( 68e Iorio) | Équipes   | Lung - Zare, Stancu, Ungureanu, Bărbulescu ( 74e Balint), Iovan - Coraș, Dragnea, Cârțu (en) - Irimescu ( 76e Lăcătuș), Hagi |                         | Spectateurs : 7 673 Arbitrage : Victoriano Sánchez Arminio | Spectateurs : 7 673 Arbitrage : Victoriano Sánchez Arminio |

| 4 avril 1984 | Pays-Bas | 0 - 1 | Yougoslavie | Stadion De Baandert (nl) Sittard, Pays-Bas      |                                                 |
| |          | (0 - 0) | Pančev 54e  | Spectateurs : 9 000 Arbitrage : Malcolm Moffatt | Spectateurs : 9 000 Arbitrage : Malcolm Moffatt |
| van Gerven (nl) - Blind, Haar (nl) ( 64e Wouters), Koevermans, Maessen (nl) - Bosman (nl), van der Horst (nl), Roossien (nl) - Brocken (nl) , Schouwenaar (nl) ( 77e Meijer), Suvrijn | Équipes  | Simović - B. Đurovski, Elsner, Katanec, Radanović, Baljić - Smajić ( Georgijevski (en)), Gračan, Baždarević ( Janković) - Pančev, M. Đurovski |             | Spectateurs : 9 000 Arbitrage : Malcolm Moffatt | Spectateurs : 9 000 Arbitrage : Malcolm Moffatt |

| 18 avril 1984 | Roumanie   | 1 - 0 | Yougoslavie | Stadionul Municipal Brăila, Roumanie         |                                              |
| | Mateuț 28e | (1 - 0) |             | Spectateurs : 15 000 Arbitrage : Jozef Marko | Spectateurs : 15 000 Arbitrage : Jozef Marko |
| | Rapport    | |             | Spectateurs : 15 000 Arbitrage : Jozef Marko | Spectateurs : 15 000 Arbitrage : Jozef Marko |
| Manu - Zare, Stancu, Mateuț, Popescu, Iovan - Coraș, Irimescu, Krcu ( 65e Lăcătuș) - Hagi, Văetuș (de) ( 70e Eduard) | Équipes    | Stojić (en) - Setinov (en), Katanec, Radanović, Savevski (en), Baljić - Smajić ( 46e Ćurić (en)), Georgijevski (en), Stojković ( 67e Bešić (en)) - Mance (en), Pančev |             | Spectateurs : 15 000 Arbitrage : Jozef Marko | Spectateurs : 15 000 Arbitrage : Jozef Marko |

| 18 avril 1984 | Pays-Bas               | 1 - 1 | Italie     | Stadion Galgenwaard Utrecht, Pays-Bas         |                                               |
| | van der Horst (nl) 73e | (0 - 0) | Serena 64e | Spectateurs : 15 000 Arbitrage : Dieter Pauly | Spectateurs : 15 000 Arbitrage : Dieter Pauly |
| van Gerven (nl) - Blind, Bosman (nl), van der Horst (nl), Koevermans - Kruys (nl) ( 57e Corbijn (nl)), Maessen (nl), Roossien (nl) - Schouwenaar (nl), Wouters, Böckling (en) | Équipes                | Tancredi - Tassotti , Nela, Sabato (en) , Brio, Tricella - Fanna, Verza ( 81e Contratto (it)), Di Gennaro - Serena, Massaro ( 46e Iorio) |            | Spectateurs : 15 000 Arbitrage : Dieter Pauly | Spectateurs : 15 000 Arbitrage : Dieter Pauly |